# Beyaz Show
Die Beyaz Show war eine türkische Talkshow, die von 1996 bis 2017 ausgestrahlt und von Beyazıt Öztürk moderiert wurde.
Die freitagabends in der Türkei auf Kanal D ausgestrahlte Familienshow hat hohe Einschaltquoten, der Moderator schätzt die Zuschauerzahl auf 70 Millionen. Die Show setzt sich aus Interviews und anderen festen Segmenten zusammen.
Prominente Deutsche, die bereits in der Beyaz Show zu Gast waren, sind Stefan Raab, Max Mutzke (im Vorfeld des Eurovision Song Contest 2004), Serdar Somuncu und Kaya Yanar.
Im Rahmen eines von Stefan Raab initiierten „Deutsch-türkischen Freundschaftstages“ wurde 2005 eine Folge der Show live aus den TV-Total-Studios in die Türkei übertragen.